# Lac Témiscouata
 (octobre 2014).
Si vous disposez d'ouvrages ou d'articles de référence ou si vous connaissez des sites web de qualité traitant du thème abordé ici, merci de compléter l'article en donnant les références utiles à sa vérifiabilité et en les liant à la section « Notes et références ».
Le  lac Témiscouata est un lac de la région du Témiscouata dans le sud-est du Québec, au Canada. Long de 45 km et large de 2 km et d’une superficie de 67 km2, il est la source de la rivière Madawaska qui se déverse dans le fleuve Saint-Jean. Le lac Témiscouata est le second lac en importance sur la rive sud du fleuve Saint-Laurent, après le lac Memphrémagog (95,3 km2). Il fait partie des voies navigables historiques.

## Situation et caractéristiques
Allongé dans une profonde dépression orientée presque Nord-Sud, perpendiculaire à la vallée de la Saint-Jean et à l'estuaire du fleuve Saint-Laurent, le lac Témiscouata occupe le centre d'une longue vallée d'origine glaciaire. 

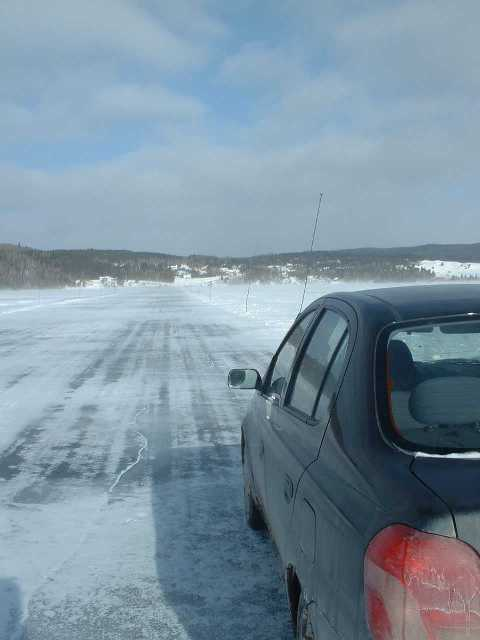
Pont de glace sur le lac Témiscouata, entre Notre-Dame-du-lac et Saint-Juste-du-Lac

La ville de Cabano est située sur ses abords et sa principale activité économique est la foresterie. Notre-Dame-du-Lac et Saint-Juste-du-Lac sont aussi des municipalités riveraines du lac Témiscouata. Ces deux dernières municipalités sont reliées entre elles par un service de traversier saisonnier assuré par « Le Corégone ». En hiver, lorsque les conditions le permettent, le bateau est remplacé par un pont de glace que peuvent emprunter les voitures.
La profondeur moyenne du lac Témiscouata est de 32 m et sa profondeur maximale est de 74,6 m (carte 21). La zone la plus creuse se situe en face de la Pointe à Bégin alors que les secteurs les moins profonds (0 m à 12 m) se trouvent principalement dans la partie nord du lac. Sa capacité d’emmagasinement est très élevée, soit un volume de 2 193 500 000 m3 d’eau. Le temps de renouvellement des eaux de ce lac est estimé à 533 jours.
En se référant aux analyses bactériologiques de l’eau du lac Témiscouata, qui ont été réalisées dans le cadre du programme Environnement-Plage, aucun dépassement des normes de qualité de l’eau pour la pratique de la baignade n’a été constaté au cours des sept dernières années. Toutes les plages du lac Témiscouata ont obtenu un classement A ou B. Ainsi, la qualité de l’eau du lac Témiscouata est excellente pour la pratique d’activités récréatives avec contact. La température de l’eau en surface est d’environ 24 °C en été.

## Histoire
Au cours de l’histoire, le toponyme de ce lac aurait été orthographié de plus de 25 façons différentes. Les Malécites ont donné son nom au mot "Témiscouata" et à plusieurs autres lacs, rivières et même certaines municipalités de la région. En Malécite, le mot « timi » veut dire « profond », alors que « scouata » est la transformation du mot « goateg » ou « esgateg », qui signifie « lac ». Timiscouata signifie donc « lac dont les eaux sont profondes ». En effet, Le lac Témiscouata n'a pas de hauts-fonds ni de larges battures. Il est entouré de collines qui s'élèvent brusquement des rives pour y descendre aussi rapidement à de grandes profondeurs sous les eaux. Ses rives sinueuses, de même que son entourage de hautes collines, lui donnent un aspect imposant.
Le vaste territoire public situé entre le village de Squatec et le lac Témiscouata et bordé au sud-est par les municipalités de Saint-Juste-du-Lac et d'Auclair est devenu un parc national québécois, le 21 juin 2013. L'annonce en a été faite le 9 avril 2009 par le premier ministre du Québec, à Cabano.

## Barrage du lac Témiscouata
Le niveau du lac Témiscouata est contrôlé artificiellement par un barrage situé à Dégelis. Ce barrage, érigé en 1930 par la St. John River Storage Company, a été acquis par Hydro-Québec lors de la nationalisation de l'électricité en 1963. Il a été complètement reconstruit en 1993 et 1994. 
La construction de ce barrage en 1930 a eu pour effet de hausser le niveau du lac d’une soixantaine de centimètres au-dessus du niveau habituel des hautes eaux, fixé à 148,13 m, pour atteindre le niveau de 148,74 m. Le barrage permet donc d’emmagasiner de 125 millions de mètres cubes d’eau supplémentaires dans le lac Témiscouata, soit moins de 6 % du volume d’eau naturellement contenu dans le lac. Une autre conséquence du rehaussement du lac Témiscouata est la jeunesse relative des rivages qui limite le nombre des plages naturelles et leur potentiel pour la récréation.